# Alfornelos (metropolitana di Lisbona)
Alfornelos è una stazione della linea Blu della metropolitana di Lisbona.
La stazione è stata inaugurata nel 2004 ed è situata nella città di Amadora.

## Interscambi
Nelle vicinanze della stazione effettuano fermata alcune linee automobilistiche interurbane, gestite da Vimeca/Lisboa Transportes.
- Fermata autobus